# Streptogyne gerontogea
Streptogyne gerontogea là một loài thực vật có hoa trong họ Lan. Loài này được Hook. f. miêu tả khoa học đầu tiên.